# 峰头水库
峰头水库位于中国福建省漳州市云霄县，坝址位于马铺乡峰头村，是以灌溉为主，兼有发电、防洪、供水、养殖等功能的大（二）型水库。峰头水库是漳江灌区的骨干工程，可向云霄、东山两县供水。